# How Can I Live
"How Can I Live" é um single lançado pela banda Ill Niño em 2003 do álbum Confession. A canção atingiu a #26 posição no Mainstream Rock, nos Estados Unidos.

## Desempenho nas paradas musicais
| Parada musical (2003)                      | Melhor posição |
| ------------------------------------------ | -------------- |
| Estados Unidos: Hot Mainstream Rock Tracks | 26             |